# Logisim
Logisim  es un simulador lógico que permite diseñar y simular circuitos electrónicos digitales mediante una interfaz gráfica de usuario. Logisim, que se encuentra bajo licencia pública GNU, es software libre diseñado para ejecutarse en Microsoft Windows, Mac OS X y Linux entre otras plataformas. Su código está totalmente en Java y usa la biblioteca de interfaz gráfica de usuario Swing. El principal desarrollador, Carl Burch, ha trabajado en Logisim desde su creación en 2001.
El software se usa principalmente por estudiantes de informática en las clases, para diseñar y experimentar con circuitos digitales de forma simulada. Los circuitos están diseñados en Logisim mediante una interfaz gráfica de usuario similar a los programas de dibujo tradicionales, que también se encuentra en muchos otros simuladores. Logism permite el uso de cables verticales u horizontales en dos dimensiones. Para ello se usa la herramienta de cableado, la cual con un simple arrastre del ratón puede crear muchos segmentos de cable. A diferencia de otros simuladores de sofisticación del Logisim, Logisim permite al usuario modificar el circuito durante la simulación. La relativa simplicidad de la interfaz la hace funcionar bien para cursos de estudio de circuitos. Características para diseño de circuitos sofisticados, como "subcircuitos" y "paquetes de cable" presentes en Logisim, se encuentran en pocas herramientas gráficas de código abierto.
En la referencia 3 pueden descargarse los circuitos integrados más representativos de la serie 74XX realizados con el programa Logisim y que pueden utilizarse para impartir un curso introductorio de Electrónica Digital (tanto combinacinal como secuencial).
En la misma referencia puede descargarse una librería para poder realizar cronogramas con el programa, interesante si se desea visualizar la evolución temporal de circuitos secuenciales simples (esta librería funciona bien hasta la versión 2.6.X, la rama 2.7 no realiza la simulación con la suficiente celeridad).
Aunque los usuarios pueden diseñar implementaciones completas de CPU en Logisim, el software está diseñado principalmente para uso educativo. Los profesionales suelen diseñar dichos circuitos a gran escala utilizando un lenguaje de descripción de hardware (HDL) como Verilog o VHDL. Logisim no ha podido adaptarse a circuitos analógicos.